# Infinite Flight
Infinite Flight är ett flygsimulatorspel utvecklat till iOS, Android & Amazon-enheter. 
Spelet är utvecklat av Flying Development Studio LLC från Los Angeles i USA och grundat 2010, lett av Matthieu Laban. Infinite Flight innehåller 35 flygplan (varav 18 mot avgift) samt 14 regioner (varav 7 mot avgift).

## PRO
PRO är ett tillägg till Infinite Flight som ger spelaren möjlighet att spela online med folk från resten av världen och resten av flygplanen. Pro köps  antligen i 30 dagars-perioder eller i årsperioder och ger tillgång till flerspelarläge med nuvarande väder i regioner och flygledare. 